# Tripogon
Tripogon är ett släkte av gräs. Tripogon ingår i familjen gräs.

## Dottertaxa tillTripogon, i alfabetisk ordning[1]
- Tripogon africanus
- Tripogon anantaswamianus
- Tripogon bromoides
- Tripogon capillatus
- Tripogon chinensis
- Tripogon curvatus
- Tripogon ekmanii
- Tripogon filiformis
- Tripogon humilis
- Tripogon jacquemontii
- Tripogon larsenii
- Tripogon leptophyllus
- Tripogon liouae
- Tripogon lisboae
- Tripogon loliiformis
- Tripogon longiaristatus
- Tripogon major
- Tripogon minimus
- Tripogon modestus
- Tripogon montanus
- Tripogon multiflorus
- Tripogon nanus
- Tripogon narayanae
- Tripogon oliganthos
- Tripogon polyanthus
- Tripogon pungens
- Tripogon purpurascens
- Tripogon ravianus
- Tripogon rupestris
- Tripogon siamensis
- Tripogon sichuanicus
- Tripogon sivarajanii
- Tripogon spicatus
- Tripogon subtilissimus
- Tripogon thorelii
- Tripogon trifidus
- Tripogon wardii
- Tripogon vellarianus
- Tripogon wightii
- Tripogon yunnanensis